# Enrique Ávila
Enrique Pérez Ávila (* 15. Juli 1930 in Madrid; † 31. Mai 2017) war ein spanischer Schauspieler.

## Leben
Ávila trat in zahlreichen Filmen – seine Filmografie umfasst über 50 Einträge zwischen 1957 und 1976 – jeglichen Genres, vor allem in Melodramen und Komödien, aber auch Abenteuerfilmen und Italowestern in tragenden Nebenrollen auf.
Gelegentlich wurde sein Name zu Henry Avila anglisiert.

## Filmografie (Auswahl)
- 1956: … y éligio el infierno
- 1959: Molokai, la isla maldita
- 1962: Die sieben Gladiatoren (I sette gladiatori)
- 1964: Cyrano und d’Artagnan (Cyrano et d'Artagnan)
- 1964: Die schwarze Tulpe (La Tulipe noire)
- 1966: Für 1000 Dollar pro Tag (Per mille dollari al giorno)
- 1966: Laß die Finger von der Puppe (Per un pugno di canzoni)
- 1966: Der Mann, der aus dem Norden kam (Frontera al sur)
- 1967: Sein Steckbrief ist kein Heiligenbild (El hombre que mató a Billy el Niño)
- 1968: An einem Freitag in Las Vegas (Las Vegas, 500 millones)
- 1970: Ancora Dollari per i MacGregor
- 1970: Entführt Rommel! (Consigna: matar al comandante en jefe)
- 1970: La muerte busca un hombre
- 1971: El Zorro, caballero de la justicia
- 1972: Mein geliebtes Fräulein (Mi querida señorita)
- 1975: Hector, Ritter ohne Furcht und Tadel (Il soldato di ventura)